# RSI La 1
O RSI La 1 é um canal de televisão pública em geral da Radiotelevisión svizzera di lingua italiana (RSI) . Até 1 de março de 2009 foi chamada de TSI 1 .

## História do canal
A Televisione svizzera di lingua italiana (TSI) foi lançada em novembro de 1961 . 
O canal passa a transmitir a cores em 1968, bem antes da RAI, que passará a transmitir a cores nos finais de 1976. É, portanto, o primeiro canal de televisão em língua italiana a transmitir os seus programas a cores. 
Após a criação da ETI 2 em 1997, o canal passou a chamar-se ETI 1. 
A 1 de março de 2009 a rádio e televisão de língua italiana da SRG SSR idée suisse fundem-se numa única unidade empresarial, a Radiotelevisión di lingua italiana (RSI) . Nesta ocasião, o canal é renomeado como RSI La 1 . 
a RSI La 1 é um canal generalista. Não é exclusivamente destinado a Ticino e aos vales do sul de Graubünden . Entre o seu público, há também falantes de italiano de toda a Suíça e do norte da Itália . 

### Identidade visual

Logo TSI (1961-1985) Logo TSI (1961-1985)
Logo TSI (1985-1994) Logo TSI (1985-1994)
Logotipo da ETI (1994-2009) Logotipo da ETI (1994-2009)
Logotipo da ETI 1 (1997-2009) Logotipo da ETI 1 (1997-2009)
logotipo da RSI La 1 (2009-2012) logotipo da RSI La 1 (2009-2012)
Logomarca da RSI La 1
Logótipo RSI La 1 HD

## Difusão
A RSI La 2 foi transmitida na rede analógica terrestre até 24 de julho de 2006 às 12:48. Desde então, o canal só está disponível na televisão digital terrestre suíça e no cabo . A RSI foi a primeira das três emissoras públicas suíças do grupo SRG SSR idée suisse a desligar permanentemente a sua rede de transmissores analógicos.   
O Canal 39 não é transmitido em Milão por causa do seu uso pela Mediaset em Valcava . 
O RSI 1 também é transmitido em DVB-T na Suíça francófona (com TSR 1 e 2, bem como SF1) e é recebido pelos trabalhadores fronteiriços franceses. 
A RSI La 1 também é transmitida pelo satélite Hot Bird para alimentar redes de cabo e servir áreas ditas sem cobertura. A recepção requer a aquisição de um cartão de acesso (cobrança única). Pode assim ser recolhido por expatriados. O cartão de acesso também é necessário, mas é cobrada uma taxa anual. 

## Programas

### Informação
- Telegiornale nazionale  : edições às 12:30, 20h e 23h, pisca às 16h e às 18h.
- Il Regionale  : noticiário da televisão regional.
- La Meteo
- Falo
- Il Quotidiano
- L'Agenda

### Revistas
- Interbang! ?
- Mi ritorna in mente
- Origami
- Scacciapensieri
- Storie
- Etabeta
- Spot de TV
- Un'ora per voi

### Entretenimento
- Attenti a quei due. . .
- Cash
- Celomanca
- Pausa Pranzo
- Spaccatredici
- UnoNessunoCentomila
- Zerovero

### Desporto
- Giro d'Italia
- Tour de France

1. ↑  «À propos de RSI La 1». Play TV (em francês). Consultado em 21 de abril de 2019